# Festival Disney
Festival Disney è stato un programma televisivo musicale per bambini e ragazzi a tema musicale, sotto forma di concorso canoro, prodotto dalla Rai e da Walt Disney Television Italia, andato in onda su Rai 1 nel 1995 dal teatro del parco divertimenti Disneyland Parigi, con la conduzione di Fabrizio Frizzi e la regia di Francesco Vicario. Il programma è stato scritto da Claudio Fasulo, Marco Luci e Federico Moccia, con le coreografie di Don Lurio. Il coro, l'orchestra ed i solisti erano diretti da Gianni Donati.

## Format
L'evento celebrativo era dedicato canzoni tratte dai film della Walt Disney Pictures. Nella trasmissione, i bambini cantavano insieme a coro e orchestra dal vivo. La coppia di cantanti vincitrice si é aggiudicata un trofeo d'oro a forma di Topolino.

## Titoli dei film e delle canzoni
- I tre porcellini (cortometraggio a cartoni animati Disney del 1933) = La ballata dei tre porcellini
- Biancaneve e i sette nani (1937) = Impara a fischiettar, Heigh-oh!
- Pinocchio (1940) = Il medley di Pinocchio (Mai mi legherai e Hi Diddle Dee Dee)
- Cenerentola (1950) = I sogni son desideri, Bibbidi Bobbidi Bu
- Le avventure di Peter Pan (1953) = Vola e va
- Lilli e il vagabondo (1955) = Bella notte
- La bella addormentata nel bosco (1959) = Io lo so (ispirata al classico valzer di Tchaikovsky)
- La carica dei cento e uno (1961) = Crudelia De Mon
- La spada nella roccia (1963) = Ciò che fa girare il mondo
- Mary Poppins (1964) = Un poco di zucchero, Supercalifragilistichespiralidoso
- Il libro della giungla (1967) = Lo stretto indispensabile
- Gli aristogatti (1970) = Alleluia, tutti jazzisti
- Robin Hood (1973) = Urca urca tirulero
- La sirenetta (1989) = Parte del tuo mondo ovvero La sirenetta, In fondo al mar
- La bella e la bestia (1991) = Stia con noi, La bella e la bestia (titolo ispirato alla canzone dei titoli di coda in versione pop di Gino Paoli e Amanda Sandrelli)
- Aladdin (1992) = Il principe Ali, Il mondo è mio
- Il re leone (1994) = Il cerchio della vita, Hakuna Matata